# Čerhov
Čerhov (Hongaars: Csörgő) is een Slowaakse gemeente in de regio Košice, en maakt deel uit van het district Trebišov.
Čerhov telt 831 inwoners.

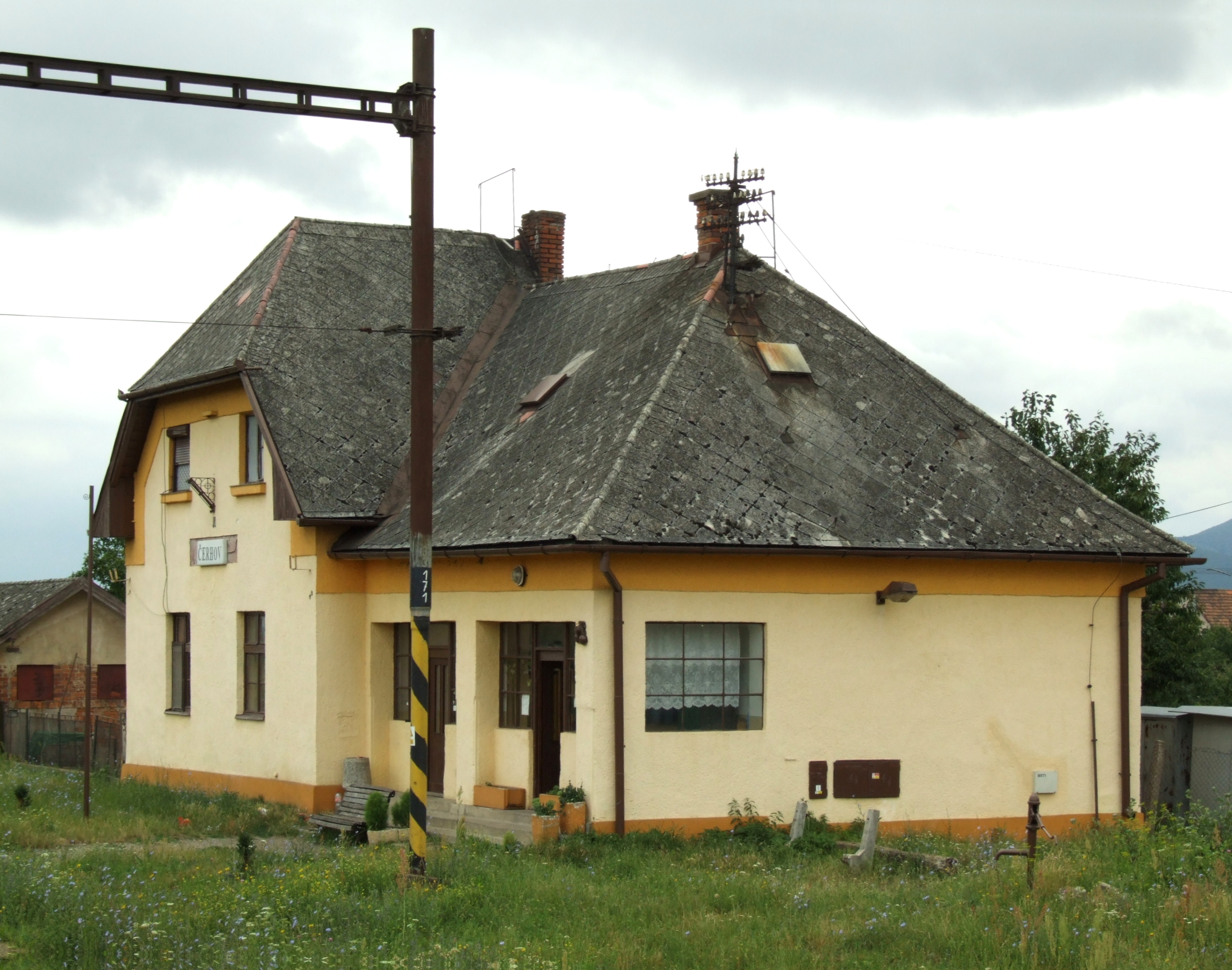
Station Čerhov

Voorheen was de gemeente behorend tot het Hongaars taalgebied. Door een gedwongen volksruil verloren de Hongaren hun dorp. Tegenwoordig zijn de ruim 800 inwoners op 7 personen na Slowaken.